# (31717) 1999 JA58
1999 JA58 (asteroide 31717) é um asteroide da cintura principal. Possui uma excentricidade de 0.03829080 e uma inclinação de 10.59213º.
Este asteroide foi descoberto no dia 10 de maio de 1999 por LINEAR em Socorro.